# الظفير (السياني)

تعديل مصدري - تعديل

الظفير هي إحدى قرى عزلة عميد الداخل بمديرية السياني التابعة لمحافظة إب، بلغ تعداد سكانها 501 نسمة حسب تعداد اليمن لعام 2004.